# 1817 في الولايات المتحدة
فيما يلي قوائم الأحداث التي وقعت خلال عام 1817 في الولايات المتحدة.

## سياسة

### تعيين في المنصب
- 1 يناير – جون تايلور نائب حاكم نيويورك [الإنجليزية]‏،حاكم نيويورك [الإنجليزية]‏.
- 4 مارس – إليزابيث مونرو السيدة الأولى للولايات المتحدة.
- 4 مارس – جيمس مونرو رئيس الولايات المتحدة.
- 4 مارس – لويس ماكلين عضو مجلس النواب الأمريكي.
- 4 مارس – وليم تشارلز كول كليبورن عضو مجلس الشيوخ الأمريكي.
- 10 مارس – ريتشارد راش وزير الخارجية الأمريكي.
- 7 مايو – نحميا رايس نايت حاكم رود آيلاند [الإنجليزية]‏.
- 8 مايو – أوليفر ولكت حاكم كونيتيكت  [لغات أخرى]‏.
- 1 يوليو – ديويت كلينتون حاكم نيويورك [الإنجليزية]‏.
- 22 سبتمبر – جون كوينسي آدامز وزير الخارجية الأمريكي.
- 13 نوفمبر – وليام ويرت نائب عام الولايات المتحدة.
- 6 ديسمبر – جون برانش حاكم كارولينا الشمالية [الإنجليزية]‏.
- 8 ديسمبر – جون كالهون وزير حرب الولايات المتحدة.
- 10 ديسمبر – ديفيد هولمز حاكم ميسيسيبي [الإنجليزية]‏.
- 16 ديسمبر – وليام فندلي حاكم ولاية بنسلفانيا [الإنجليزية]‏.

### انتهاء فترة المنصب
- 1 يناير – إدوارد بيشوب دادلي عضو مجلس نواب كارولينا الشمالية.
- 1 يناير – جون برانش عضو مجلس ولاية كارولاينا الشمالية.
- 1 يناير – جون تايلور نائب حاكم نيويورك [الإنجليزية]‏،حاكم نيويورك [الإنجليزية]‏.
- 1 يناير – ناثانييل بيتجر عضو جمعية ولاية نيويورك.
- 1 يناير – وليام فندلي Treasurer of Pennsylvania [الإنجليزية]‏.
- 21 يناير – دانيال رودني حاكم ولاية ديلاوير [الإنجليزية]‏.
- 1 فبراير – محلون ديكرسون حاكم نيو جيرسي [الإنجليزية]‏.
- 24 فبراير – دانيال تومبكينس حاكم نيويورك [الإنجليزية]‏.
- 4 مارس – جيمس ماديسون رئيس الولايات المتحدة.
- 4 مارس – جيمس مونرو وزير الخارجية الأمريكي.
- 4 مارس – دوللي ماديسون السيدة الأولى للولايات المتحدة.
- 7 مايو – وليم جونز حاكم رود آيلاند [الإنجليزية]‏.
- 22 سبتمبر – ريتشارد راش وزير الخارجية الأمريكي،نائب عام الولايات المتحدة.
- 3 نوفمبر – جون كالهون عضو مجلس النواب الأمريكي.
- 23 نوفمبر – وليم تشارلز كول كليبورن عضو مجلس الشيوخ الأمريكي.
- 10 ديسمبر – ديفيد هولمز حاكم ميسيسيبي [الإنجليزية]‏.

## مواليد

### مارس
- 22 مارس – براكستون براج

### أبريل
- 22 أبريل – أندرو جريج كورتين سياسي أمريكي.

### يوليو
- 4 يوليو – جون موراي كارنوشان طبيب أمريكي.
- 12 يوليو – هنري ديفد ثورو
- 15 يوليو – هنري تايلور بلو سياسي أمريكي.
- 22 يوليو – أندرو بارسونز سياسي من الولايات المتحدة الأمريكية.
- 29 يوليو – جيمس ستيدمان سياسي أمريكي.

### أغسطس
- 4 أغسطس – فردريك تيودور فريلينغهسين سياسي أمريكي.
- 25 أغسطس – ألفريد روسل فرانسيس سياسي ليبيري.

### سبتمبر
- 13 سبتمبر – جون أم .بالمر سياسي أمريكي.

### أكتوبر
- 13 أكتوبر – جورج بي فيشر سياسي أمريكي.
- 23 أكتوبر – جيمس ويليام دنفر سياسي أمريكي.

## وفيات

### يونيو
- 24 يونيو – توماس ماكين (مواليد 1734) سياسي أمريكي.

### نوفمبر
- 23 نوفمبر – وليم تشارلز كول كليبورن (مواليد 1775) سياسي أمريكي.